# Arroyito (Neuquén)
Arroyito, encore appelé Arroyito Challaco,  est une localité d'Argentine située dans le département de Confluencia en province de Neuquén.

## Situation
Elle se trouve sur la rive gauche du río Limay, à 54 km à l'ouest-sud-ouest de la ville de Neuquén, à la jonction de la route nationale 22 et de la route nationale 237.

## Population
La localité comptait 81 habitants en 2001, ce qui représentait une hausse de 68,75 % comparé aux 48 recensés en 1991.

## Économie
Sur le río Limay, se trouve le barrage d'Arroyito.
La localité est en outre le siège d'une importante usine productrice d'eau lourde (Planta Industrial de Agua Pesada, PIAP), d'une capacité de deux cents tonnes par an, appartenant à l'entreprise d'État ENSI.